# Nattens Mysterier
Nattens Mysterier (originaltitel Secrets of the Night) er en amerikansk stumfilm fra 1924 instrueret af Herbert Blaché.

## Medvirkende
- James Kirkwood som Robert Andrews
- Madge Bellamy som Anne Maynard
- Zasu Pitts som Celia Stebbins
- Rosemary Theby som Margaret Knowles
- Tom Wilson som Thomas Jefferson White
- Tom Ricketts som Jerry Hammond
- Arthur Stuart Hull som Lester Knowles
- Tom Guise som James Constance
- Edward Cecil som Alfred Austin
- Frederick Cole som Freddy Hammond